# Opere di Antoon van Dyck

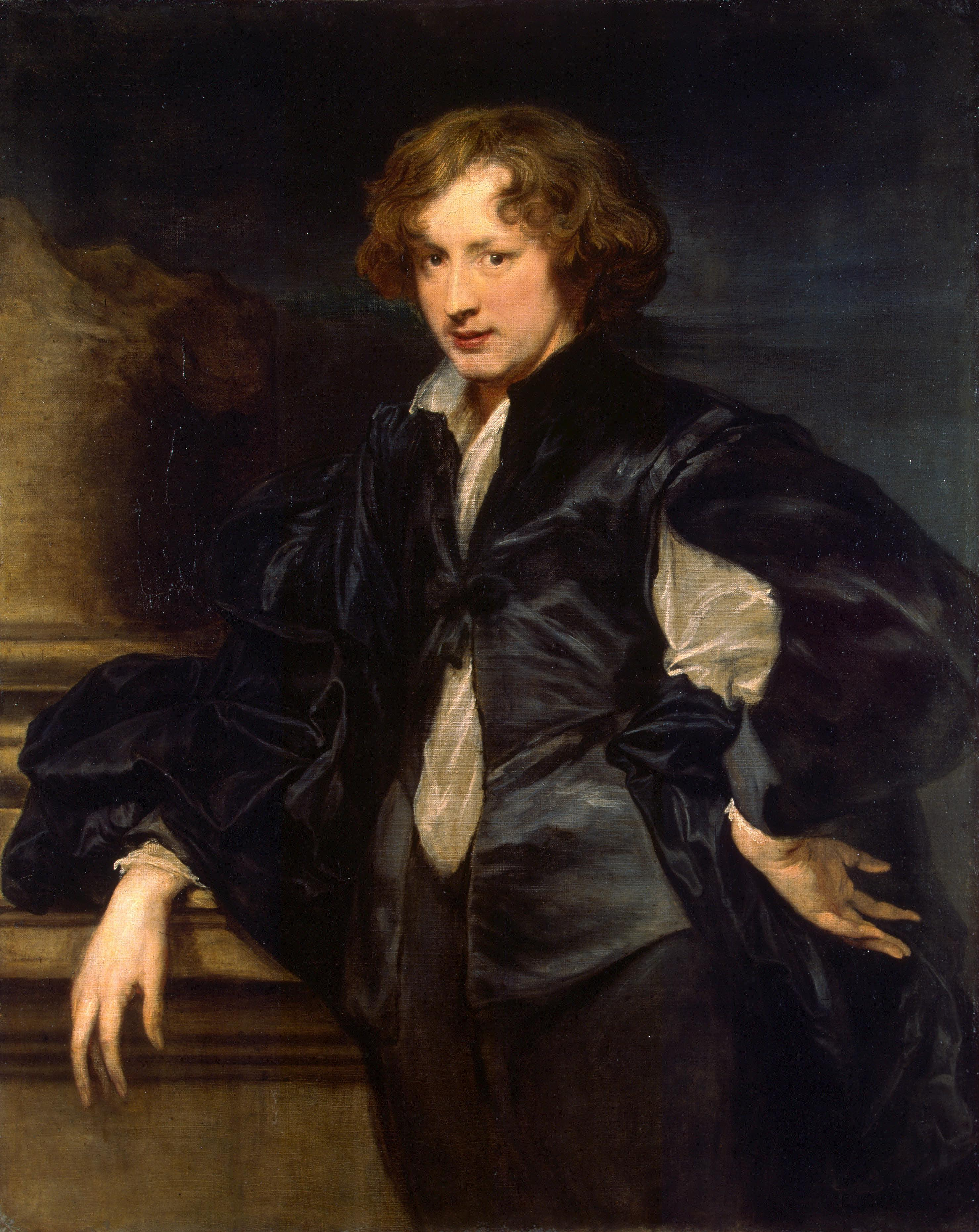
Autoritratto di van Dyck risalente al 1623.

Segue un elenco, ad oggi incompleto, delle opere del pittore fiammingo Antoon van Dyck (1599-1641).

## Ritratti (1613-1632)
Il periodo che va dal 1613 al 1632 van Dyck lo trascorse in varie parti d'Europa: nella nativa Anversa, dove iniziò a dipingere, prima sotto Hendrick van Balen e poi con Rubens; in Inghilterra, alla corte di Giacomo I Stuart, anche se solo per un breve periodo; in Italia, dove ebbe l'opportunità di conoscere i capolavori di grandi artisti del passato, ed infine nuovamente nelle Fiandre.
| Titolo                                                                                      | Anno      | Collocazione                                      | Città e nazione   | Materiale      | Dimensioni       | Immagine |
| ------------------------------------------------------------------------------------------- | --------- | ------------------------------------------------- | ----------------- | -------------- | ---------------- | -------- |
| Autoritratto 1613-14                                                                        | 1613-1614 | Accademia di belle arti di Vienna                 | Vienna            | Olio su tela   | 25,8 × 19,5 cm   |          |
| Autoritratto 1617-18                                                                        | 1617-1618 | Alte Pinakothek                                   | Monaco di Baviera | Olio su tela   | 82,5 × 70 cm     |          |
| Ritratto di Cornelius van der Geest                                                         | 1619-1620 | National Gallery                                  | Londra            | Olio su tavola | 37,5 × 32,5 cm   |          |
| Autoritratto 1620-21                                                                        | 1620-1621 | Metropolitan Museum of Art                        | New York          | Olio su tela   | 119,7 × 87,9 cm  |          |
| Ritratto di Thomas Howard, secondo conte di Arundel                                         | 1620-1621 | Getty Museum                                      | New York          | Olio su tavola | 102,8 × 79,4 cm  |          |
| Ritratto degli incisori Pieter de Jode il Vecchio e Pieter de Jode il Giovane               | 1620-1640 | Musei Capitolini                                  | Roma              | Olio su tela   | 120 × 103 cm     |          |
| Ritratto di Isabella Brant                                                                  | 1621      | National Gallery of Art                           | Washington        | Olio su tela   | 153 × 120 cm     |          |
| Ritratto di Frans Snyders e di sua moglie Margareta de Vos                                  | 1621      | Gemäldegalerie                                    | Kassel            | Olio su tela   | 82 × 110 cm      |          |
| Ritratto di fanciullo (possibile Ansaldo Pallavicini)                                       | 1621-1623 | Galleria nazionale di palazzo Spinola             | Genova            | Olio su tela   | 117,5 × 73,5 cm  |          |
| Ritratto di tre fanciulli di casa Spinola                                                   | 1621-1627 | Collezione privata di palazzo Durazzo Pallavicini | Genova            | Olio su tela   | 135 × 170 cm     |          |
| Ritratto di Tobio Pallavicino                                                               | 1621-1627 | Collezione privata di palazzo Durazzo Pallavicini | Genova            | Olio su tela   | 151 × 110 cm     |          |
| Ritratto di Sir Robert Shirley                                                              | 1622      | Petworth House                                    | Petworth          | Olio su tela   | 200 × 133,5 cm   |          |
| Ritratto di Lady Theresa Shirley                                                            | 1622      | Petworth House                                    | Petworth          | Olio su tela   | 200 × 133,4 cm   |          |
| Ritratto di François Duquesnoy                                                              | 1622      | Musées Royaux des Beaux-Arts                      | Bruxelles         | Olio su tela   | 77,5 × 61 cm     |          |
| Autoritratto 1622-23                                                                        | 1622-1623 | Ermitage                                          | San Pietroburgo   | Olio su tela   | 116,5 × 93,5 cm  |          |
| Ritratto della marchesa Lomellini con i figli                                               | 1623      | Museo d'Arte di San Paolo                         | San Paolo         | Olio su tela   | 221 × 152 cm     |          |
| Ritratto di Elena Cattaneo                                                                  | 1623      | National Gallery of Art                           | Washington        | Olio su tela   | 246 × 173 cm     |          |
| Ritratto del cardinale Guido Bentivoglio                                                    | 1623      | Palazzo Pitti                                     | Firenze           | Olio su tela   | 196 × 145 cm     |          |
| La famiglia Lomellini                                                                       | 1623      | National Gallery of Scotland                      | Edimburgo         | Olio su tela   | 265 × 248 cm     |          |
| Ritratto di fanciullo vestito di bianco                                                     | 1623-1627 | Collezione privata di palazzo Durazzo Pallavicini | Genova            | Olio su tela   | 149 × 110 cm     |          |
| Ritratto di nobile della famiglia Spinola                                                   | 1623-1627 | Palazzo Rosso                                     | Genova            | Olio su tela   | 241 × 170,5 cm   |          |
| Ritratto dell'orefice Pucci col figlio                                                      | 1624      | Palazzo Rosso                                     | Genova            | Olio su tela   | 125 × 100 cm     |          |
| Ritratto di Caterina Balbi Durazzo                                                          | 1624      | Palazzo Reale                                     | Genova            | Olio su tela   | 220,2 × 149 cm   |          |
| Ritratto di Emanuele Filiberto, principe di Savoia                                          | 1624      | Dulwich Picture Gallery                           | Londra            | Olio su tela   | 126 × 99,6 cm    |          |
| Ritratto di nobildonna genovese con il figlio                                               | 1625      | National Gallery of Art                           | Washington        | Olio su tela   | 189 × 139 cm     |          |
| Ritratto di uomo in armatura                                                                | 1625-1627 | Cincinnati Art Museum                             | Cincinnati        | Olio su tela   | 137,2 × 121,3    |          |
| Ritratto di donna genovese con fanciullo                                                    | 1626      | Galleria nazionale di palazzo Spinola             | Genova            | Olio su tela   | 124 × 96 cm      |          |
| Ritratto di Jan van Monfort                                                                 | 1626-1628 | Kunsthistorisches Museum                          | Vienna            | Olio su tela   | 114,5 × 88,5 cm  |          |
| Ritratto di Johannes Baptista Franck                                                        | 1626-1632 | Kunsthistorisches Museum                          | Vienna            | Olio su tela   | 117 × 91 cm      |          |
| Ritratto di Geronima Brignole-Sale con la figlia Maria Aurelia                              | 1627      | Palazzo Rosso                                     | Genova            | Olio su tela   | 226,3 × 151,8 cm |          |
| Ritratto di Paolina Adorno Brignole-Sale                                                    | 1627      | Palazzo Rosso                                     | Genova            | Olio su tela   | 286 × 151 cm     |          |
| Ritratto equestre di Anton Giulio Brignole-Sale                                             | 1627      | Palazzo Rosso                                     | Genova            | Olio su tela   | 282 × 198 cm     |          |
| Doppio ritratto di Cornelis e Lucas de Wael                                                 | 1627      | Musei Capitolini                                  | Roma              | Olio su tela   | 101 × 120 cm     |          |
| Ritratto della marchesa Caterina Durazzo-Adorno Pallavicini con i due figli (La dama d'oro) | 1627      | Collezione privata di palazzo Durazzo Pallavicini | Genova            | Olio su tela   | 218 × 146 cm     |          |
| Ritratto di Nicholas Lanier                                                                 | 1628      | Kunsthistorisches Museum                          | Vienna            | Olio su tela   | 111,5 × 87,5     |          |
| Ritratto dell'Arciduchessa Isabella in abiti monastici                                      | 1628-1629 | Galleria Sabauda                                  | Torino            | Olio su tela   | 183 × 121 cm     |          |
| Ritratto di Federico Enrico, principe di Orange                                             | 1628-1629 | Museum of Art                                     | Baltimora         | Olio su tela   | 114,3 × 96 cm    |          |
| Ritratto del duca di Arenberg                                                               | 1628-1632 | Holkham Hall                                      | Holkham           | Olio su tela   | 315 × 240 cm     |          |
| Ritratto di Jean-Charles della Faille                                                       | 1629      | Musées Royaux des Beaux-Arts de Belgique          | Bruxelles         | Olio su tela   | 130,8 × 118,5    |          |
| Ritratto di Maria Luisa de Tassis                                                           | 1629      | Castello del Principe del Liechtenstein           | Vaduz             | Olio su tela   | 128,2 × 99,5 cm  |          |
| Ritratto di Carolus Scribani                                                                | 1629      | Kunsthistorisches Museum                          | Vienna            | Olio su tela   | 117,5 × 104 cm   |          |
| Ritratto d'uomo con guanti                                                                  | 1630      | Kunsthistorisches Museum                          | Vienna            | Olio su tela   | 111 × 85 cm      |          |
| Ritratto di Martin Rijckaert                                                                | 1630      | Museo del Prado                                   | Madrid            | Olio su tela   | 148 × 113 cm     |          |
| Ritratto di generale con fascia rossa                                                       | 1630-1632 | Gemäldegalerie Alte Meister                       | Dresda            | Olio su tela   | 90 × 70 cm       |          |
| Ritratto di Maria de' Medici                                                                | 1631      | Musée des Beaux-Arts                              | Bordeaux          | Olio su tela   | 246 × 148        |          |
| Ritratto di Gastone d'Orléans                                                               | 1631      | Musée Condé                                       | Chantilly         | Olio su tela   | 193 × 119 cm     |          |
| Ritratto di Philippe Le Roy, signore di Ravels                                              | 1631      | Wallace Collection                                | Londra            | Olio su tavola | 213 × 120 cm     |          |
| Ritratto di Carlo Luigi, principe Palatino                                                  | 1631-1632 | Kunsthistorisches Museum                          | Vienna            | Olio su tela   | 176 × 96 cm      |          |
| Ritratto di Rupert, principe Palatino                                                       | 1631-1632 | Kunsthistorisches Museum                          | Vienna            | Olio su tela   | 175 × 95,5 cm    |          |

## Ritratti (1632-1649)
Il periodo che va dal 1632 al 1641, anno della morte dell'artista, van Dyck lo trascorse quasi interamente a Londra, alla corte del suo protettore, il re d'Inghilterra Carlo I Stuart. Il re, amante dell'arte, fece di van Dyck il suo Primo Pittore di Corte e gli conferì il titolo di baronetto. Tuttavia van Dyck si spostò per brevi periodi ad Anversa, Bruxelles e Parigi, dove sperava di trasferirsi al servizio di Luigi XIII.
| Titolo                                                                                     | Anno      | Collocazione                               | Città e nazione        | Materiale    | Dimensioni       | Immagine |
| ------------------------------------------------------------------------------------------ | --------- | ------------------------------------------ | ---------------------- | ------------ | ---------------- | -------- |
| Ritratto di re Carlo I e della regina Enrichetta Maria                                     | 1632      | Palazzo arcivescovile                      | Kroměříž               | Olio su tela | 113,5 × 163 cm   |          |
| Ritratto di Carlo I con gli abiti della Giarrettiera                                       | 1632      | Gemäldegalerie Alte Meister                | Dresda                 | Olio su tela | 123 × 96,5 cm    |          |
| Ritratto di Carlo I in armatura                                                            | 1632      | Castello                                   | Arundel                | Olio su tela | 100 × 81,8 cm    |          |
| Ritratto della regina Enrichetta Maria                                                     | 1632      | Royal Collection                           | Windsor                | Olio su tela | 108,6 × 86 cm    |          |
| Great Peece                                                                                | 1632      | Royal Collection                           | Windsor                | Olio su tela | 146 × 254 cm     |          |
| Ritratto di Philip, Lord Wharton                                                           | 1632      | National Gallery of Art                    | Washington             | Olio su tela | 132 × 106 cm     |          |
| Autoritratto con girasole                                                                  | 1632-1633 | Collezione privata del duca di Westminster | Regno Unito (bandiera) | Olio su tela | 60 × 73 cm       |          |
| Ritratto di Enrichetta Maria con il nano Jeffrey Hudson                                    | 1633      | National Gallery of Art                    | Washington             | Olio su tela | 219,1 × 134,8 cm |          |
| Ritratto di Thomas Wentworth, I conte di Strafford                                         | 1632-1633 | Collezione privata                         |                        | Olio su tela | 213,2 × 138,2 cm |          |
| Ritratto di Lady Venezia Digby come "Prudenza"                                             | 1633-1634 | National Portrait Gallery                  | Londra                 | Olio su tela | 101,1 × 80,2 cm  |          |
| Ritratto di Carlo I con M. de Saint-Antonie suo maestro di equitazione                     | 1636      | Royal Collection                           | Windsor                | Olio su tela | 368,4 × 269,9 cm |          |
| Ritratto di James Stuart, duca di Lennox e Richmond                                        | 1633-1634 | Metropolitan Museum of Art                 | New York               | Olio su tela | 215,9 × 127,6 cm |          |
| Ritratto di William Feilding, primo conte di Denbigh                                       | 1633-1634 | National Gallery                           | Londra                 | Olio su tela | 247,5 × 148,5 cm |          |
| Ritratto di Robert Rich, secondo conte di Warwick                                          | 1634      | Metropolitan Museum of Art                 | New York               | Olio su tela | 208 × 128 cm     |          |
| Ritratto di Philip Herbert, quarto conte di Pembroke                                       | 1634      | National Gallery of Victoria               | Melbourne              | Olio su tela | 105,4 × 83,8 cm  |          |
| Ritratto di Francisco de Moncada                                                           | 1634      | Kunsthistorisches Museum                   | Vienna                 | Olio su tela | 111,5 × 86 cm    |          |
| Ritratto equestre di Francisco de Moncada                                                  | 1634      | Museo del Louvre                           | Parigi                 | Olio su tela | 307 × 242 cm     |          |
| Ritratto di donna anziana                                                                  | 1634      | Kunsthistorisches Museum                   | Vienna                 | Olio su tela | 117 × 93 cm      |          |
| Ritratto del principe Tommaso Francesco di Savoia Carignano in armatura                    | 1634      | Gemäldegalerie                             | Berlino                | Olio su tela | 112 × 103 cm     |          |
| Ritratto del principe Tommaso Francesco di Savoia Carignano                                | 1634      | Galleria sabauda                           | Torino                 | Olio su tela | 315 × 236 cm     |          |
| Ritratto di Quentin Simons                                                                 | 1634-1635 | Mauritshuis                                | L'Aia                  | Olio su tela | 98 × 84 cm       |          |
| Triplo ritratto di Carlo I                                                                 | 1635      | Royal Collection                           | Windsor                | Olio su tela | 84,5 × 99,7 cm   |          |
| Ritratto della regina Enrichetta Maria                                                     | 1635      | Collezione privata                         | New York               | Olio su tela | 105,5 × 84,2 cm  |          |
| Ritratto dei tre figli maggiori di Carlo I                                                 | 1635      | Galleria Sabauda                           | Torino                 | Olio su tela | 153,7 × 156,8 cm |          |
| Ritratto dei tre figli maggiori di Carlo I                                                 | 1635      | Royal Collection                           | Windsor                | Olio su tela | 133,4 × 151,8 cm |          |
| Autoritratto con Sir Endymion Porter                                                       | 1635      | Museo del Prado                            | Madrid                 | Olio su tela | 119 × 144 cm     |          |
| Ritratto di Philip Herbert, quarto conte di Pembroke, e la sua famiglia                    | 1635      | Wilton House                               | Wilton                 | Olio su tela | 123 × 96,5 cm    |          |
| Ritratto di Inigo Jones                                                                    | 1635-1636 | Ermitage                                   | San Pietroburgo        | Olio su tela | 74,5 × 53,2 cm   |          |
| Le Roi à la chasse                                                                         | 1635-1638 | Museo del Louvre                           | Parigi                 | Olio su tela | 266 × 207 cm     |          |
| Ritratto di ragazza con violoncello                                                        | 1635-1640 | Alte Pinakothek                            | Monaco di Baviera      | Olio su tela | 113 × 93 cm      |          |
| Ritratto di Carlo I in abiti regali                                                        | 1636      | Royal Collection                           | Windsor                | Olio su tela | 253,4 × 153,6 cm |          |
| Ritratto di Carlo I a cavallo                                                              | 1636      | National Gallery                           | Londra                 | Olio su tela | 367 × 292 cm     |          |
| Ritratto di Carlo Ludovico e Rupert, principi palatini                                     | 1637      | Museo del Louvre                           | Parigi                 | Olio su tela | 132 × 152 cm     |          |
| Ritratto dei cinque figli maggiori di Carlo I                                              | 1637      | Royal Collection                           | Windsor                | Olio su tela | 163,2 × 198,8 cm |          |
| Ritratto di Dorothy Savage, viscontessa Andover e di sua sorella Elizabeth, Lady Thimbleby | 1637      | National Gallery                           | Londra                 | Olio su tela | 132,1 × 149,9 cm |          |
| Ritratto di George, Lord Digby e William, Lord Russell                                     | 1637      | collezione privata                         | Althorp                | Olio su tela | 250 × 157 cm     |          |
| Ritratto di Carlo principe di Galles in armatura                                           | 1637-1638 | Royal Collection                           | Windsor                | Olio su tela | 153,7 × 131,4 cm |          |
| Ritratto di Lord John e Lord Bernard Stuart                                                | 1638      | National Gallery                           | Londra                 | Olio su tela | 237,5 × 146,1 cm |          |
| Ritratto di Thomas Killigrew e di Lord William Crofts                                      | 1638      | Royal Collection                           | Windsor                | Olio su tela | 132,7 × 143,5 cm |          |
| Ritratto della regina Enrichetta Maria vista di fronte                                     | 1638      | Royal Collection                           | Windsor                | Olio su tela | 78,7 × 65,7 cm   |          |
| Ritratto della regina Enrichetta Maria, profilo sinistro                                   | 1638      | Royal Collection                           | Windsor                | Olio su tela | 71,8 × 56,5 cm   |          |
| Ritratto di William Laud                                                                   | 1638      | Ermitage                                   | San Pietroburgo        | Olio su tela | 122 × 93,5 cm    |          |
| Ritratto di Thomas Killigrew                                                               | 1638      | Chatsworth House                           | Chatsworth             | Olio su tela | 100 × 82,5 cm    |          |
| Ritratto di Lord George Stuart                                                             | 1633-1634 | National Portrait Gallery                  | Londra                 | Olio su tela | 218,4 × 133,4 cm |          |
| Ritratto di William Howard, primo visconte Stafford                                        | 1638-1640 | Museu de Arte                              | San Paolo              | Olio su tela | 107 × 82,5 cm    |          |
| Ritratto del Madagascar                                                                    | 1639      | Castello                                   | Arundel                | Olio su tela | 135 × 206,8 cm   |          |
| Ritratto di Margaret Lemon                                                                 | 1639      | Royal Collection                           | Windsor                | Olio su tela | 93,3 × 77,8 cm   |          |
| Ritratto di Sir Kenelm Digby in armatura                                                   | 1640      | National Portrait Gallery                  | Londra                 | Olio su tela | 117,2 × 91,7 cm  |          |
| Ritratto di Guglielmo II di Nassau-Orange e la principessa Maria                           | 1641      | Rijksmuseum                                | Amsterdam              | Olio su tela | 182,5 × 142 cm   |          |

## Dipinti mitologici
Celebre soprattutto come ritrattista, van Dyck si dedicò anche alla realizzazione di opere caratterizzate da scene storiche, mitologiche, e sacre.
| Titolo                         | Anno      | Collocazione                | Città e nazione | Materiale    | Dimensioni     | Immagine |
| ------------------------------ | --------- | --------------------------- | --------------- | ------------ | -------------- | -------- |
| Sansone e Dalila               | 1618-1620 | Dulwich Picture Gallery     | Londra          | Olio su tela | 149 × 229,5 cm |          |
| Sileno ebbro                   | 1620      | Gemäldegalerie Alte Meister | Dresda          | Olio su tela | 107 × 91,5 cm  |          |
| Vertumno e Pomona              | 1625      | Palazzo Bianco              | Genova          | Olio su tela | 142 × 197 cm   |          |
| Sansone e Dalila               | 1630      | Kunsthistorisches Museum    | Vienna          | Olio su tela | 146 × 254 cm   |          |
| Dedalo e Icaro                 | 1630      | Art Gallery of Ontario      | Toronto         | Olio su tela | 115 × 85 cm    |          |
| Venere nella fucina di Vulcano | 1630      | Kunsthistorisches Museum    | Vienna          | Olio su tela | 112x142 cm     |          |
| Paride                         | 1632-1634 | Wallace Collection          | Londra          | Olio su tela | 105 × 92 cm    |          |
| Amore e Psiche (van Dyck)      | 1638-1640 | Royal Collection            | Windsor         | Olio su tela | 188 × 195,6 cm |          |

## Dipinti religiosi
| Titolo                                                                                    | Anno       | Collocazione                                                    | Città e nazione   | Materiale                  | Dimensioni       | Immagine |
| ----------------------------------------------------------------------------------------- | ---------- | --------------------------------------------------------------- | ----------------- | -------------------------- | ---------------- | -------- |
| San Gerolamo                                                                              | 1615-1616  | Liechtenstein Museum                                            | Vienna            | Olio su tela               | 158 × 131 cm     |          |
| Abramo e Isacco                                                                           | 1617 circa | Národní galerie                                                 | Praga             | Olio su tela               | 119 × 178 cm     |          |
| Entrata di Cristo a Gerusalemme                                                           | 1617 circa | Indianapolis Museum of Art                                      | Indianapolis      | Olio su tela               | 151 × 229 cm     |          |
| San Martino e il mendicante                                                               | 1618-1620  | Chiesa di San Martino                                           | Zaventem          | Olio su tavola             | 171,6 × 158 cm   |          |
| Apostolo                                                                                  | 1618 circa | Staatliche Museen                                               | Berlino           | Olio su tavola di quercia  | 61 × 49 cm       |          |
| Apostolo con le mani giunte                                                               | 1618-1620  | Staatliche Museen                                               | Berlino           | Carta su tavola di quercia | 57 × 45 cm       |          |
| Mosè innalza il serpente di bronzo                                                        | 1618-1620  | Museo del Prado                                                 | Madrid            | Olio su tela               | 205 × 235 cm     |          |
| Incoronazione di spine                                                                    | 1618-1620  | Museo del Prado                                                 | Madrid            | Olio su tela               | 223 × 196 cm     |          |
| Pentecoste                                                                                | 1618-1620  | Staatliche Museen                                               | Berlino           | Olio su tela               | 265 × 221 cm     |          |
| L'imperatore Teodosio e sant'Ambrogio                                                     | 1619-1620  | National Gallery                                                | Londra            | Olio su tela               | 149 × 113,2 cm   |          |
| La cattura di Cristo                                                                      | 1620       | Museo del Prado                                                 | Madrid            | Olio su tela               | 344 × 249 cm     |          |
| La cattura di Cristo                                                                      | 1620       | Museum and Art Gallery                                          | Bristol           | Olio su tela               | 274 × 222 cm     |          |
| La cattura di Cristo                                                                      | 1620       | Minneapolis Institute of Arts                                   | Minneapolis       | Olio su tela               | 142 × 113 cm     |          |
| Crocifissione                                                                             | 1624       | Palazzo Reale                                                   | Genova            | Olio su tela               | 123 × 92 cm      |          |
| Crocifissione                                                                             | 1620-1625  | Museo di Capodimonte                                            | Napoli            | Olio su tela               | 132 × 87 cm      |          |
| Cristo portacroce                                                                         | 1620-1625  | Palazzo Rosso                                                   | Genova            | Olio su tela               | 87 × 68 cm       |          |
| Madonna col Bambino                                                                       | 1621- 1627 | Galleria Nazionale di Parma                                     | Parma             | Olio su tela               | 62.5 x 52.5 cm   |          |
| Madonna del Rosario                                                                       | 1623-1624  | Oratorio del Rosario di San Domenico                            | Palermo           | Olio su tela               | 397 × 278 cm     |          |
| Santa Rosalia incoronata dagli angeli                                                     | 1624       | Palazzo Abatellis                                               | Palermo           | Olio su tela               | 155 × 132 cm     |          |
| Madonna del Rosario                                                                       | 1624 circa | Palazzo Abatellis                                               | Palermo           | Olio su tela               | 104 × 84 cm      |          |
| Santa Rosalia intercede per la fine della peste a Palermo                                 | 1624       | Metropolitan Museum of Art                                      | New York          | Olio su tela               | 99,7 × 73,7 cm   |          |
| Cristo della moneta                                                                       | 1625       | Palazzo Rosso                                                   | Genova            | Olio su tela               | 147 × 135 cm     |          |
| Francesco Orero in adorazione del Crocifisso alla presenza dei santi Francesco e Bernardo | 1627       | Chiesa di San Michele Arcangelo                                 | Rapallo           | Olio su tela               | 325 × 210 cm     |          |
| Gesù sulla croce                                                                          | 1628-1630  | Kunsthistorisches Museum                                        | Vienna            | Olio su tela               | 133 × 101 cm     |          |
| Cristo in Croce                                                                           | 1628-1630  | Chiesa di San Michele                                           | Gand              | Olio su tela               |                  |          |
| Cristo deriso                                                                             | 1628-1630  | Metropolitan Museum of Art                                      | Princeton         | Olio su tela               | 112 × 93 cm      |          |
| Compianto sul Cristo morto                                                                | 1629-1630  | Opera distrutta, un tempo conservata al Kaiser Friedrich Museum | Berlino           | Olio su tela               | 220 × 166 cm     |          |
| La visione del beato Herman Joseph                                                        | 1630       | Kunsthistorisches Museum                                        | Vienna            | Olio su tela               | 160 × 128 cm     |          |
| Madonna con Gesù Bambino e due donatori                                                   | 1630       | Museo del Louvre                                                | Parigi            | Olio su tela               | 250 × 191 cm     |          |
| Riposo durante la fuga in Egitto                                                          | 1630       | Alte Pinakothek                                                 | Monaco di Baviera | Olio su tela               | 134,7 × 114,8 cm |          |
| Compianto sul Cristo morto                                                                | 1634       | Alte Pinakothek                                                 | Monaco di Baviera | Olio su tela               | 109 × 149 cm     |          |